# Roman Jurajski

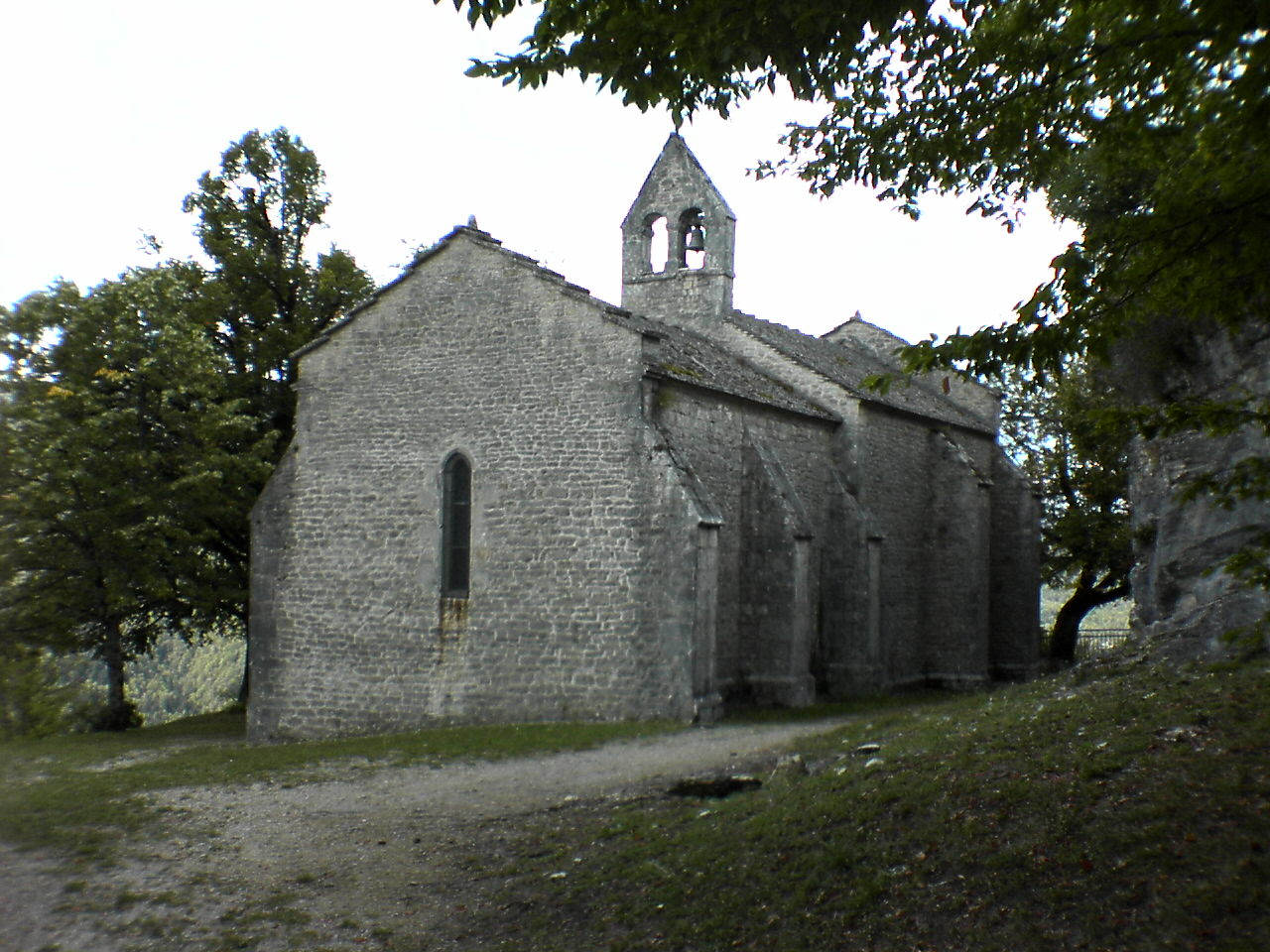
Kaplica św. Romana z Condat w Pratz.

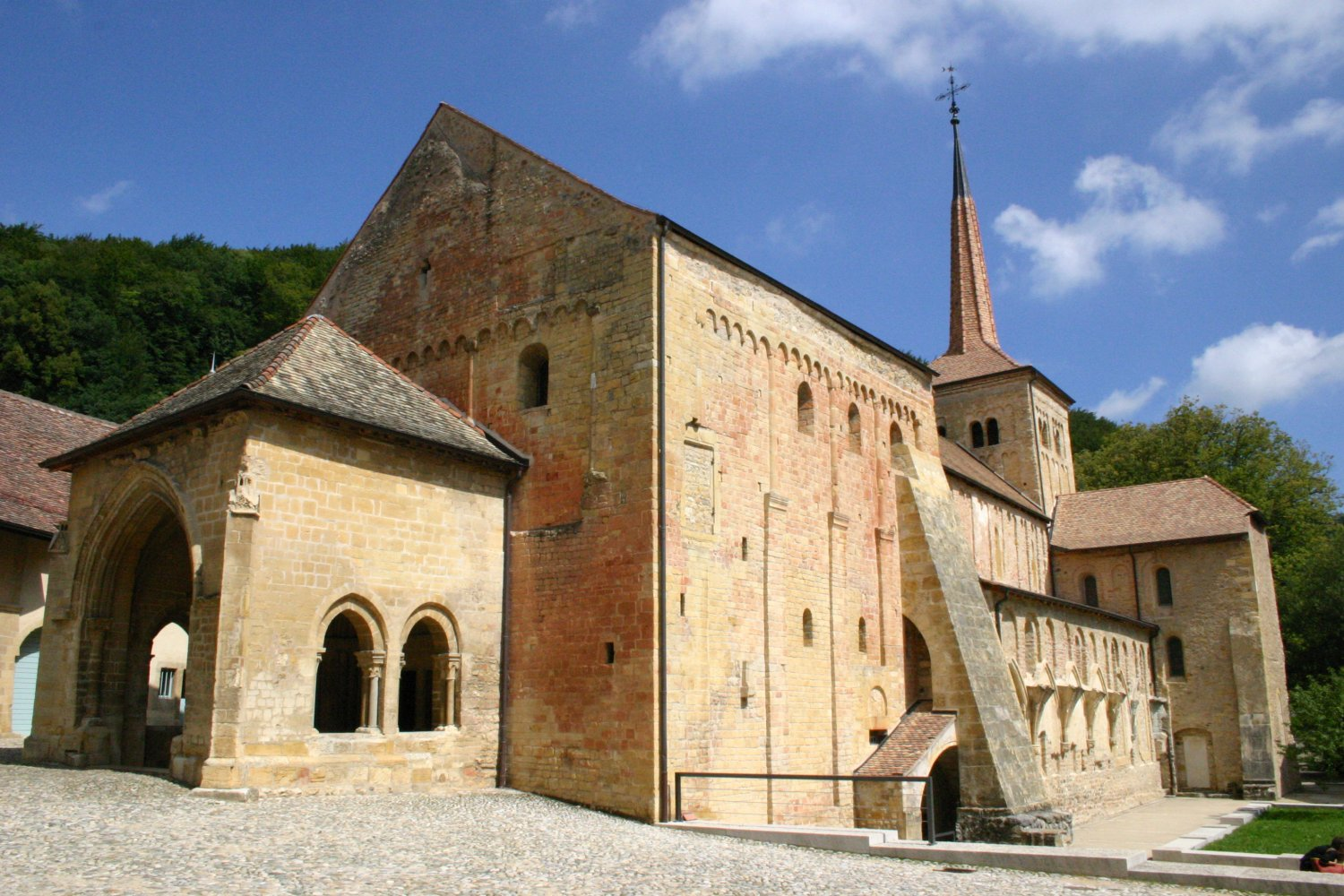
Opactwo Romainmôtier w Szwajcarii.

Roman Jurajski, również Roman z Condat (ur. ok. 390 w Górnym Bugey, zm. 28 lutego 463 lub 464 w La Balma) – pierwszy opat opactwa Condat (późniejsze opactwo Saint-Claude w Saint-Claude), starszy brat św. Lupicyna (+480), eremita, święty Kościoła katolickiego.
Roman był mnichem w klasztorze Ainay koło Lyonu i uczniem świętego Sabina. W latach 430-435 wiódł życie pustelnika wzorem ojców pustyni pragnąc zostać doskonałym chrześcijaninem. Najpierw dołączył do niego Lupicyn, później kolejni uczniowie. W efekcie powstało opactwo w dolinie rzeki Bienne w górach Jura. W 444 roku przyjął święcenia kapłańskie z rąk św. Hilarego (+449) ówczesnego biskupa Arles podczas synodu w Besançon. Aby sprostać napływowi kolejnych uczniów bracia założyli jeszcze dwa ośrodki w Lauconum  (dzisiejsze Saint-Lupicin) i Balma. Ten ostatni został wybudowany na skale z widokiem na dolinę na prawym brzegu rz. Bienne (późniejsze  St. Romain-de-Roche na południe od Pratz, obecnie Pratz). Do tego ostatniego wprowadziła się ze 125 mniszkami ich siostra Yole. W 450 roku św. Roman założył kolejny klasztor na zboczu Jury (Opactwo Romainmôtier), który znajduje się w dzisiejszej Szwajcarii i jest to najstarszy klasztor w tym kraju. Aby nakarmić tych wszystkich ludzi, Roman nakłonił ich do uprawy ziemi.
Zmarł w Balma odwiedziwszy siostrę i tu został pochowany. W VII wieku klasztor zajęli prości ludzie z opactwa w Condat, a szczątki świętego mnisi przenieśli do tego ostatniego, aby wzbogacić swój kościół. Przez cały okres średniowiecza w Condat przebywali mnisi. W 1630 roku wycofali się uciekając przed plagą osiadając w Saint-Lupicin i St. Romain-de-Roche.
Około 510 lub 520 roku życie obu braci spisał jeden z mnichów, jako Żywoty Ojców Jurajskich.

Vita św. Romana wspominają o czynieniu przez niego cudów. Przykładem może być uzdrowienie dwóch trędowatych podczas pielgrzymki do grobu św. Maurycego z Agaunum w dzisiejszym Saint-Maurice. Po śmierci Romana następcą w Condat i opiekunem eremów został jego brat Lupicyn.
Wspomnienie liturgiczne św. Romana obchodzone jest w dzienną pamiątkę śmierci lub 29 lutego.
Obecnie relikwie braci znajdują się w kaplicy St. Romain-de-Roche w Pratz w małym kościele z XIII wieku wybudowanym w miejsce bazyliki ku czci św. Romana.
Co roku po święcie Zesłaniu Ducha Świętego, w poniedziałek, odbywa się procesja wokół kaplicy. Również corocznie organizowany jest tu festiwal starej muzyki Haut-Jura (fr. Le Festival de Musique du Haut-Jura).